# Франкен, Елена Яковлевна
Елена Яковлена Франкен (Елена фон Франкен; урождённая Кёбер; 19 марта 1825, Митава — не ранее 1884) — русская художница немецкого происхождения, многие годы жившая на Кавказе, супруга немецкого художника-пейзажиста Пауля (Павла) фон Франкена (1818—1884). 

## Биография
Родилась в 1825 году в Митаве, Российская империя (ныне — Елгава, Латвия), в семье врача. Заметив интерес дочери к рисованию, отец поощрял его и пригласил ей лучших учителей из числа художников, живших в Митаве — Иоганна (Ивана) Эггинка и Юлия Дёринга. В 1847 году Елена Кёбер отправилась для продолжения обучения в Дрезден, а затем в Дюссельдорф, где брала уроки у художника-пейзажиста Пауля фон Франкена. Учитель был старше ученицы всего на семь лет. Вскоре между ними возникла симпатия, а в 1851 году они обвенчались.
Медовый месяц молодожёны провели в Париже, после чего отправились в Митаву, на родину Елены. Из Митавы чета фон Франкен отправилась в Санкт-Петербург и Москву, а оттуда в Тифлис, где приняли решение поселиться. Елена фон Франкен устроилась учительницей рисования в женскую гимназию, а её муж писал картины в своей мастерской в Тифлисе и много путешествовал по Закавказью в поисках натуры для пейзажей.
Однако в 1860 году фон Франкен, по слухам, уличил жену в неверности. После этого он вернулся в Дюссельдорф, оставив супругу проживать в Тифлисе. В Дюссельдорфе он выставил свои кавказские пейзажи, которые пользовались значительным успехом, и даже прибавил к ним несколько новых, написанных по мотивам  ранее сделанных рисунков и этюдов.
В 1884 году фон Франкен тяжело заболел, после чего его жена, по его просьбе приехала из Тифлиса, чтобы быть с ним рядом. Фон Франкен скончался на руках у своей супруги в том же году. После этого Елена, по одним данным вернулась в Тифлис, забрав с собой картины и из мастерской супруга, тогда как по другим — осталась в Германии, где продолжала преподавать рисование.
Как художница, Елена фон Франкен писала портреты (в том числе портрет одной из княжон Чавчавадзе) и жанровые сцены, а также религиозные картины для церквей (в том числе, для одной из церквей Митавы).
Дочь фон Франкенов, которую также звали Еленой, родившаяся в 1856 году, в 1875 году вышла замуж за кавказоведа Карла Фёдоровича фон Гана (1848–1925).

## Галерея
- Портрет русского генерал-лейтенанта (на момент создания портрета — генерал-майора) грузинского происхождения князя Иосифа Давыдовича Тархан-Моуравова, 1856.
- Портрет княгини Варвары Макаровны Тархан-Моуравовой, урождённой княжны Орбелиани (1842—1913), супруги предыдущего, 1856.